# Piotr Zieliński
Piotr Sebastian Zieliński (pronunția poloneză: [ˈpjɔtr ʑɛˈliɲski]; n. 20 mai 1994, Ząbkowice Śląskie, Voievodatul Silezia Inferioară, Polonia) este un fotbalist din Polonia, care joacă pe post de mijlocaș la Inter Milano în Serie A. Pe plan internațional, are prezențe la națională pentru Polonia, Polonia U16⁠(d), Polonia U17⁠(d), Polonia U18⁠(d), Polonia U19⁠(d), Polonia U21⁠(d), Polonia⁠(d) și Polonia U20⁠(d).
El are doi frați care, de asemenea, sunt jucători profesioniști – Paweł și Tomasz.

## Cariera la club

### Începutul carierei
Zieliński și-a început cariera la clubul Orzeł Ząbkowice Śląskie din localitatea natală, unde a fost antrenat de tatăl său. La vârsta de 14 ani, el a ales să joace pentru Zagłębie Lubin, chiar dacă Bayer Leverkusen și Liverpool și-au exprimat dorința de a-l avea în lot, dând probe de joc și pentru cluburile olandeze Feyenoord și Hereenveen. El a jucat la echipe de tineret și a început să facă antrenamentele la prima echipă la vârsta de 15 ani, sub comanda antrenorului Franciszek Smuda.
La 17 ani s-a mutat în străinătate pentru a juca la Udinese Calcio după ce scouterii l-au urmărit la competițiile internaționale de tineret.

### Udinese Calcio
Și-a făcut debutul în Serie A la 2 noiembrie 2012, când l-a înlocuit Antonio Di Natale în 91 de minute din meciul cu Cagliari.

#### Empoli (împrumut)
În 2014 a fost împrumutat la Empoli.

## Carieră internațională
Pe 4 iunie 2013, Zieliński a debutat la naționala mare a Poloniei, într-un meci amical împotriva Liechtensteinului.
A fost convocat de selecționerul Poloniei, Adam Nawałka, la Campionatul European de Fotbal din 2016.